# Colículo superior

O colículo superior (ou tubérculo quadrigémio superior) é uma região do sistema nervoso central que se localiza na superfície dorsal do mesencéfalo (teto mesencefálico). E faz parte do SNC.
O colículo superior, um dos núcleos do teto, recebe aferências multissensoriais (visuais, auditivas e somestésicas) e por isso suas fibras motoras participam das reações de orientação sensório-motora, isto é, as que posicionam os olhos e a cabeça em relação aos estímulos que provêm do meio ambiente.

## Anatomia
O mesencéfalo apresenta uma porção anterior ou tegmentar e uma porção posterior ou tecto do mesencéfalo no qual estão contidas os colículos e o sulco cruciforme.
A porção posterior é toda aquela que é posterior à parede posterior do aqueduto cerebral e vai ser coberta pela pulvina, (bordo mais posterior do tálamo).
O sulco cruciforme vai apresentar na sua parte mais superior uma depressão para a glândula pineal e superiormente a esta vai estar a comissura posterior. Relativamente aos colículos, estes são de dois tipos, os superiores – maiores, mais cinzentos e complexos – e os inferiores – menores, proeminentes e claros.
Desta forma, o colículo superior apresenta uma tonalidade mais cinzenta porque apresenta mais neurónios à sua superfície e é composto por uma estrutura com várias camadas e que são:
1. Região Zonal;
2. Região Superficial cinzenta;
3. Região com estrato óptico;
4. Região lemniscal:
  - Camadas mais externas e que vão receber as aferências do córtex, medula espinhal e colículo inferior:
    1. Zona intermédia cinzenta;
    2. Zona intermédia branca;

  - Responsáveis pelas eferências do colículo superior e vão constituir as fibras tectoespinhais, tectotegmentares, tectoponticas e tectoreticulares.
    1. Zona profunda cinzenta;
    2. Zona profunda branca;

As fibras aferentes dos colículos superiores vêm do corpo geniculado lateral.
De cada colículo saem braços conjuntivais: De cada colículo inferior sai um braço conjuntival inferior para o corpo geniculado medial e para cada colículo superior vem um braço conjuntival superior do corpo geniculado lateral.